# Лагранжова теорема (теорија група)
У теорији група, грани математике, Лагранжова теорема гласи да за сваку коначну групу G, ред (број елемената) сваке подгрупе H од G дели ред групе G.
Ово се може показати коришћењем концепта левих косета од H у G. Леви косети су класе еквиваленције одређене релације еквиваленције на G и стога чине партицију G. Ако можемо да покажемо да сви косети од H имају исти број елемената, онда је доказ завршен, јер је само H косет од H. Сада, ако су aH и bH два лева косета од H, можемо да дефинишемо пресликавање f : aH &rarr; bH као . Ово пресликавање је бијекција, јер је њен инверз . 
Овај доказ такође показује да је количник редова  једнак индексу  (број левих косета од H у G). Ако запишемо ово тврђење као
затим га интерпретирамо као исказ о кардиналним бројевима, он остаје тачан, чак и за бесконачне групе G и H.
Последица ове теореме је да је ред било ког елемента a коначне групе (тј. најмањи позитиван цео број k такав да ) дели ред те групе, јер је ред од a једнак реду цикличне подгрупе генерисане са a. Ако група има n елемената следи
.
Ово се може користити у доказу Мале Фермаове теореме и њене генерализације, Ојлерове теореме.
Обратно не важи у општем случају: ако је дата коначна група G и делилац d од ||, не мора обавезно да постоји подгрупа од G реда d. Најмањи пример је алтернирајућа група  која има 12 елемената, али нема подгрупу реда 6. Међутим, ако је G Абелова група, тада увек постоји подгрупа реда d.